# Calycomyza mikaniae
Calycomyza mikaniae este o specie de muște din genul Calycomyza, familia Agromyzidae, descrisă de Spencer în anul 1973.
Este endemică în Florida. Conform Catalogue of Life specia Calycomyza mikaniae nu are subspecii cunoscute.